# 新加坡裔英國人
新加坡裔英國人（英語：Singaporeans in the United Kingdom），移居英國或出生在英國的新加坡後裔，擁有英國國籍的新加坡移民及其後代。

## 移民歷史

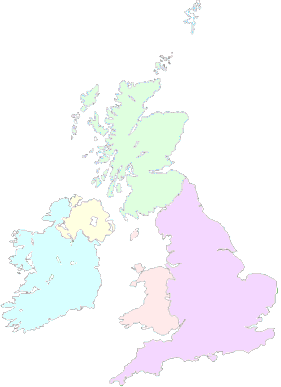

大多數新加坡裔英國人實際上大部分族裔都是華裔（新加坡華人），英國新加坡裔社群的大致與英國華人社群相同。

## 人口
2001年英國人口普查有40474英國公民在新加坡出生 ，自1991年人口普查以來，在新加坡出生的英國公民增加了19％。
英國國家統計局統計，2009年有41000新加坡出生的居民是居住在英國。

地圖上顯示了根據2001年人口普查分佈的新加坡出生居民的情況。2001年在新加坡出生的居民中，有十個人口普查區中有九個在倫敦。最受歡迎的大片是海德公園，肯辛頓，霍爾本，切爾西，索瑟爾西，攝政公園，劍橋西，海格特，東漢姆南，里士滿北。

## 具有新加坡血統的英國名人
- 曾秋坤[4]
- 陳美
- Leela Floyd（英语：Leela Floyd）
- Wendy Kweh（英语：Wendy Kweh）
- Nancy Lam（英语：Nancy Lam）
- Soo Bee Lee（英语：Soo Bee Lee）